# Thanniyam
Thanniyam es una ciudad censal situada en el distrito de Thrissur en el estado de Kerala (India). Su población es de 9743 habitantes (2011). Se encuentra a 17 km de Thrissur y a 60 km de Cochín.

## Demografía
Según el censo de 2011 la población de Thanniyam era de 9743 habitantes, de los cuales 4430 eran hombres y 5313 eran mujeres. Thanniyam tiene una tasa media de alfabetización del 96,84%, superior a la media estatal del 94%: la alfabetización masculina es del 98,21%, y la alfabetización femenina del 95,72%.